# P. Wulffs Cigarfabrik
A/S P. Wulffs Cigarfabrik var en tobaksvirksomhed i København.
Peter Wulff (1841-1898) etablerede sin egen cigarfabrik i København i september 1868, og Wulff-familien fortsatte indtil 1975, hvor de solgte firmaet til Skandinavisk Tobakskompagni. Siden ca. 1964 skete der en nedgang i cigarforbruget, så de gamle fabrikker måtte bukke under.
Fabrikken lå først i Vester Voldgade 11, flyttede 1879 til Holbergsgade 18, 1907 til Toldbodvej 6 og flyttede 1916 til Herman Krügers tidligere fabriksbygninger på Nordre Fasanvej 111-115 på Frederiksberg. Dette kompleks findes endnu, dog er fabriksbygningen i gule sten med navn på facaden blevet pudset. I 1935 lejede man, for siden i 1938 at købe, en nu nedrevet industriejendom i Polensgade 25.
I 1939 blev firmaet aktieselskab.